# Ripe
Pour les articles homonymes, voir Ripe (homonymie).
Ripe est une ancienne commune italienne, maintenant une frazione de Trecastelli, située dans la province d'Ancône, dans la région des Marches, en Italie centrale.
Le 1er janvier 2014, Ripe a fusionné avec ses voisines Castel Colonna et Monterado pour former la nouvelle commune de Trecastelli.

## Administration
| Période                                  | Période  | Identité        | Étiquette    | Qualité |
| ---------------------------------------- | -------- | --------------- | ------------ | ------- |
| 14 juin 2004                             | En cours | Sandrino Grossi | Lista Civica |         |
| Les données manquantes sont à compléter. |          |                 |              |         |

### Hameaux
Passo di Ripe, Ponte Lucerta

### Communes limitrophes
Castel Colonna, Corinaldo, Ostra, Senigallia

### Évolution démographique
Habitants recensés